# Pädagogische Hochschule Weingarten
Die Pädagogische Hochschule Weingarten (PH Weingarten) ist eine im oberschwäbischen Weingarten im Landkreis Ravensburg gelegene universitäre Hochschule für angehende Lehrer und bietet bildungswissenschaftliche Studiengänge an. Sie besitzt das Promotions- und Habilitationsrecht.
An der 1949, noch als Pädagogisches Institut, gegründeten Pädagogischen Hochschule wurden im Wintersemester 2012/13 insgesamt über 3000 Studierende für das Lehramt an Grundschulen, Hauptschulen, Realschulen und Sonderschulen (nur Grundstudium) ausgebildet. Ergänzt wird dieses Angebot durch Erweiterungsstudiengänge sowie durch Bachelor- und Masterstudiengänge. Darauf aufbauend besteht die Möglichkeit zur Promotion oder Habilitation. Das Promotionsrecht erhielt die Hochschule im Jahre 1984, wobei in den ersten drei Jahren noch die Mitwirkung einer Universität nötig war. Zusätzlich werden in Kooperation mit der Hochschule Ravensburg-Weingarten Studiengänge angeboten die sowohl zum Ingenieur als auch zum Gewerbelehrer qualifizieren. Ein angebotener Studiengang ist die Elementarpädagogik, welche sich mit Aspekten der Bildung und Erziehung von Kindern im Alter von 0–12 Jahren beschäftigt und somit Betreuungskräfte mit hierfür spezialisierter Handlungskompetenz ausbildet. Ebenfalls neu ist der bisher in Deutschland einzige BA/MA-Studiengang Medien- und Bildungsmanagement. Die 2014 gegründete Akademie für Wissenschaftliche Weiterbildung (AWW) bietet berufsbegleitende Weiterbildungsangebote von Kontaktstudiengängen bis hin zum berufsbegleitenden Master in den Themengebieten Sprachen, Interkulturalität und Pädagogik an.
Der weitläufige Campus der PH Weingarten erstreckt sich über mehrere historische Gebäude der im Barock erweiterten und zum Teil neu angelegten Klosteranlage der Abtei Weingarten auf dem Martinsberg. Die PH nutzt den herrschaftlich anmutenden „Schlossbau“, das geschwungene Fischhalterhaus sowie als Hochschulbibliothek den ehemaligen Fruchtkasten des Klosters. Ebenfalls auf dem ehemaligen Klostergelände befindet sich das „Naturwissenschaftliche Zentrum“ (NZ), ein modernes Gebäude, das sich die PH mit der Hochschule Ravensburg-Weingarten teilt und das Seminarräume, Vorlesungssäle und eine Cafeteria mit W-LAN-Zugang beherbergt.
Ergänzend bietet die PH Weingarten ein vielseitiges kulturelles und sportliches Angebot mit regelmäßigen Theateraufführungen, Musikabenden, Autorenlesungen, öffentlichen Vorträgen und einem breitgefächerten Hochschulsport.

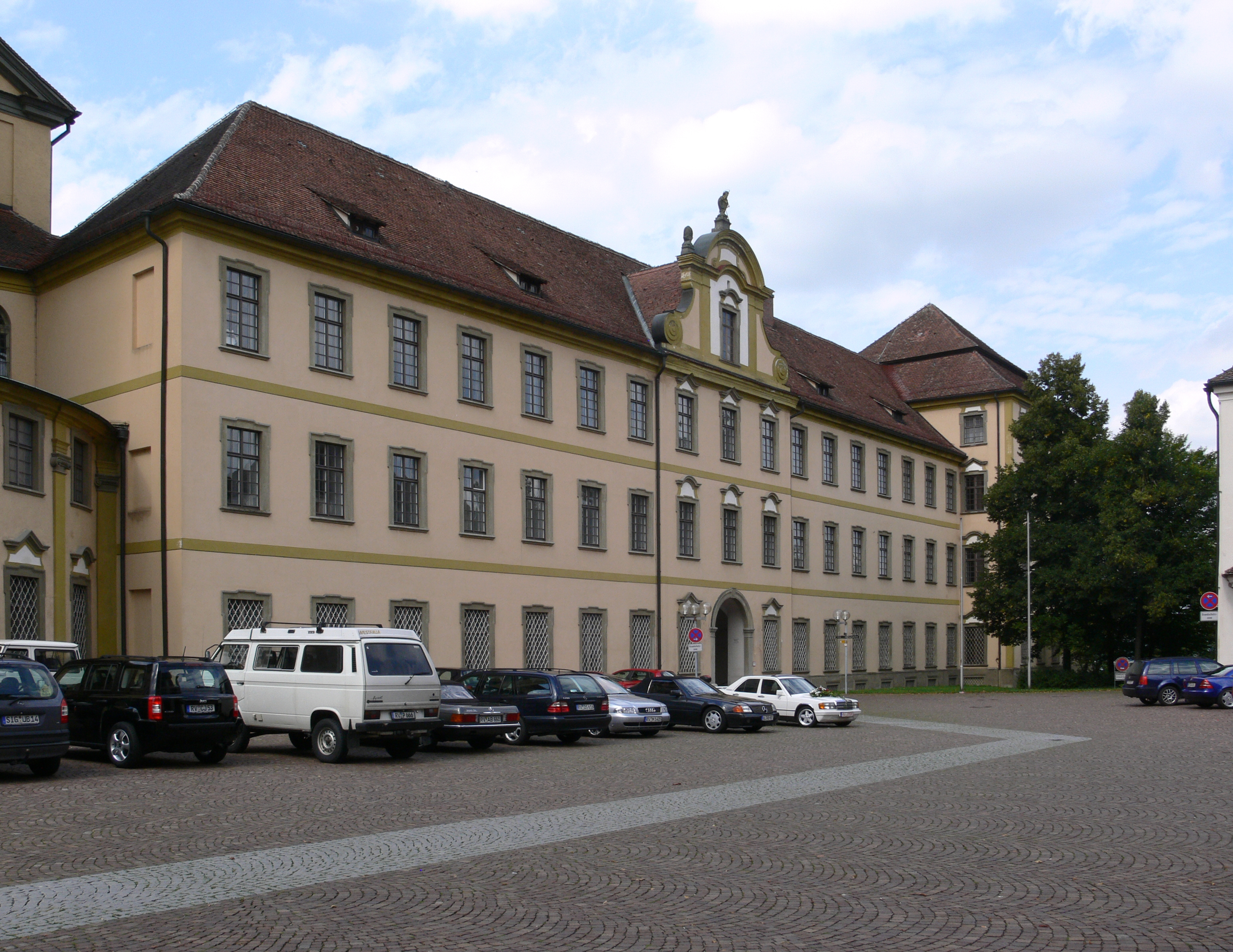
Schlossbau
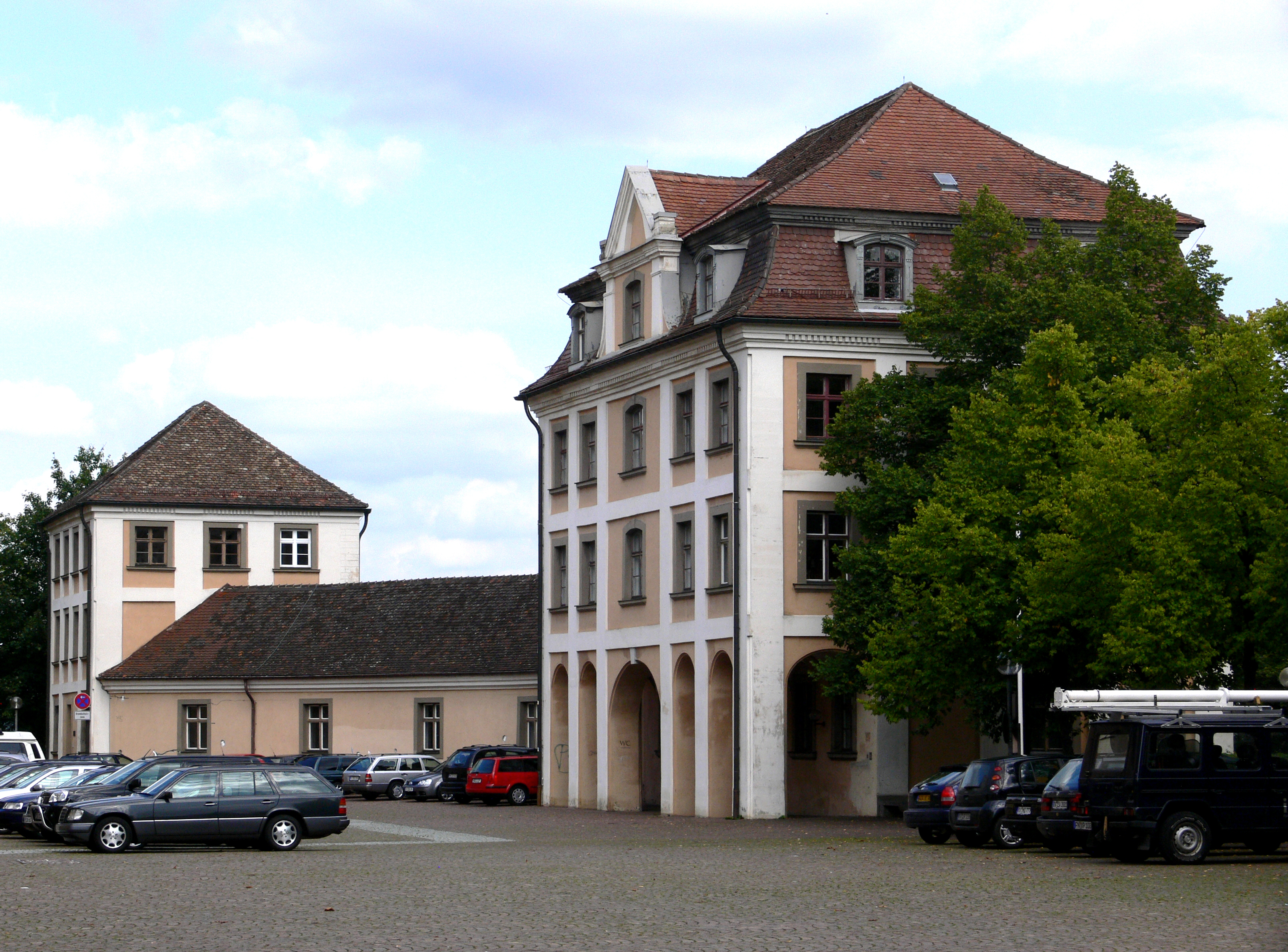
Torgebäude, Krummer Bau und Fischhalterhaus
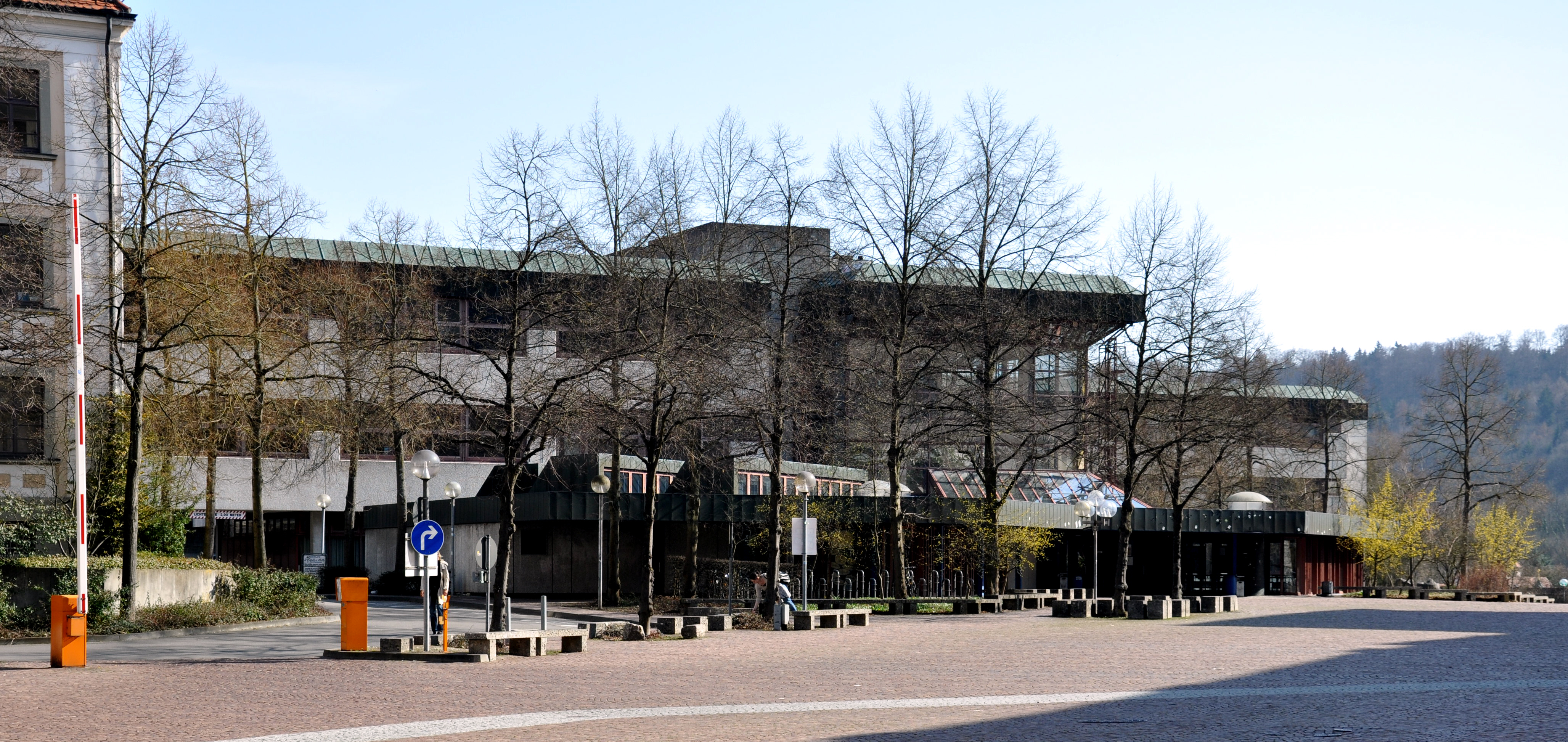
Naturwissenschaftliches Zentrum
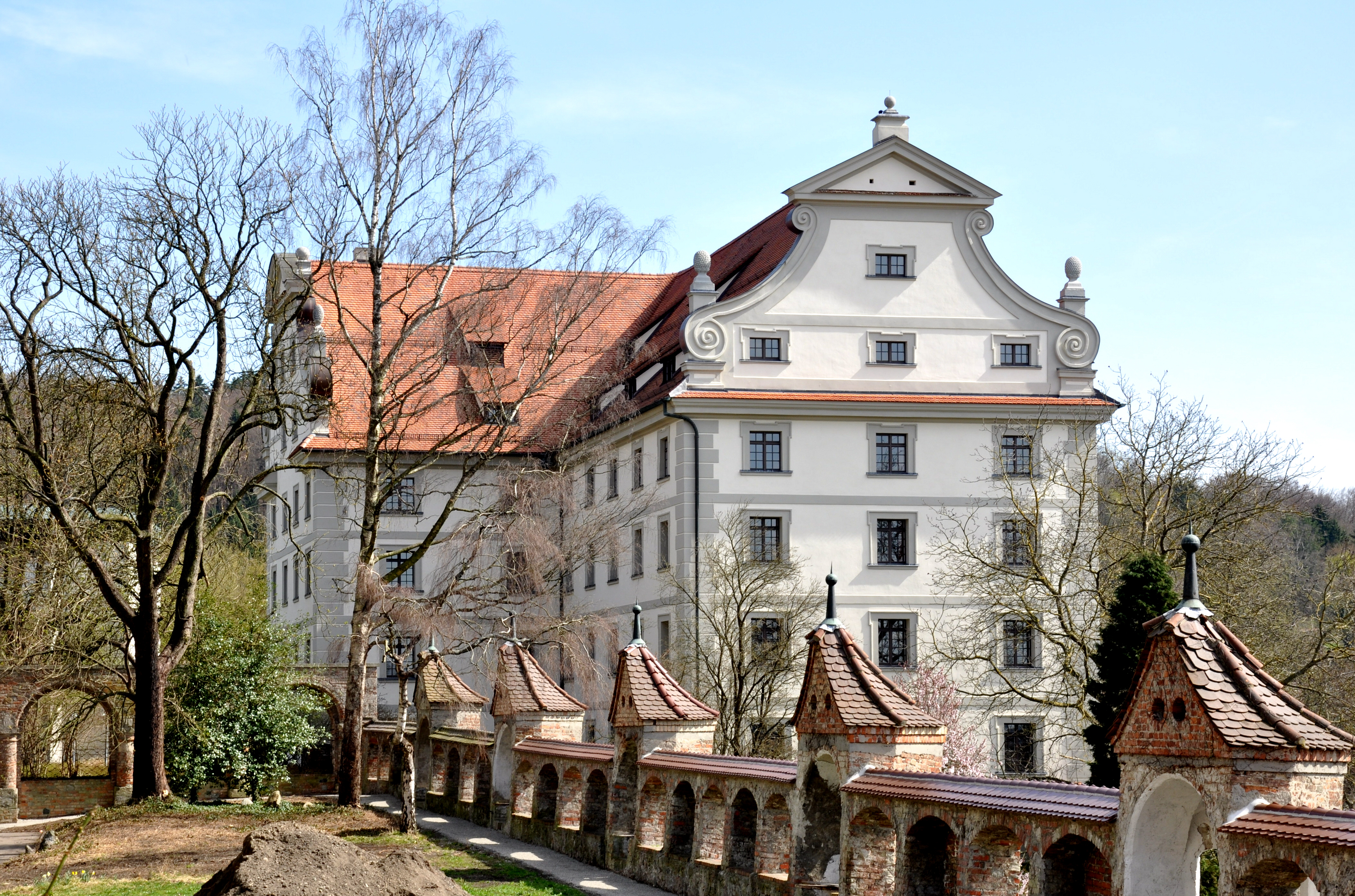
Fruchtkasten (Bibliothek)

## Hochschulleitung
Nachdem Margret Ruep im Mai 2011 zur Ministerialdirektorin im Ministerium für Kultus, Jugend und Sport Baden-Württemberg berufen wurde, wurde Werner Knapp zunächst als kommissarischer Rektor berufen. Im Dezember 2011 wählte ihn der Hochschulrat einstimmig zum Rektor der Pädagogischen Hochschule Weingarten. Bei seiner Amtseinführung im Februar 2012 gab Knapp das Ziel der Fortentwicklung zur „Bildungswissenschaftlichen Universität“ aus. Werner Knapp wurde im Oktober 2018 in den Ruhestand verabschiedet. Bereits im Juli 2018 wurde Karin Schweizer vom Senat und Hochschulrat zu seiner Nachfolgerin gewählt und trat ihr Amt zum 1. Oktober 2018 an.

## Studienangebot
Die Pädagogische Hochschule Weingarten hat folgende Studienangebote:
Bachelorstudiengänge:
- Bewegung & Ernährung
- Elektrotechnik Plus
- Elementarbildung
- Fahrzeugtechnik Plus
- Lehramt an Grundschulen
- Lehramt Sekundarstufe I
- Logopädie
- Medien- und Bildungsmanagement
- Mehrsprachigkeit und Interkulturelle Bildung
- Umweltbildung
- Wirtschaftsinformatik Plus

Masterstudiengänge:
- Alphabetisierung und Grundbildung
- Deutsch als Fremdsprache und Interkulturelle Bildung
- Early Childhood Studies
- Educational Science
- Höheres Lehramt an beruflichen Schulen für Fahrzeug- und Fertigungstechnik
- Höheres Lehramt an beruflichen Schulen für Elektrotechnik/Physik
- Höheres Lehramt an beruflichen Schulen für Informatik/BWL/VWL
- Lehramt an Grundschulen (ab WS 2018/19)
- Lehramt Sekundarstufe I (ab WS 2018/19)
- Medien- und Bildungsmanagement
- Musik Bewegung Sprache
- Schulentwicklung
- Interkulturelle Bildung mit Kulturvermittlung

Erweiterungsstudiengänge (Lehramt):
- Alevitische Religionslehre/Religionspädagogik
- Beratung
- Deutsch als Zweit-/Fremdsprache
- Interkulturelle Pädagogik
- Islamische Theologie/Religionspädagogik

Zertifizierte Zusatzqualifikationen:
- Schulsozialpädagogik/Schulsozialarbeit (SSP/A)
- Lernschwierigkeiten mit Lesen und Schreiben (ALiSS)
- Montessori-Diplomkurs und Zertifikatskurs

## Fächer und Fakultäten
An der Pädagogischen Hochschule in Weingarten gibt es folgende Fakultäten und Fächer:
Fakultät I:
Alevitische Theologie/Religionspädagogik, Alltagskultur & Gesundheit, Erziehungswissenschaften, Evangelische Theologie/Religionspädagogik, Katholische Theologie/Religionspädagogik, Politikwissenschaft, Geographie, Geschichte, Pädagogische Psychologie, Philosophie/Ethik, Soziologie, Sportwissenschaft, Wirtschaftswissenschaft.
Fakultät II:
Biologie, Chemie, Deutsch mit Sprecherziehung, Englisch, Informatik, Kunst, Mathematik, Mediendidaktik, Musik, Physik, Technik.

## Hochschullehrer
Siehe: Kategorie:Hochschullehrer (PH Weingarten)